# Libya (albedo)
Libya és una característica d'albedo a la superfície de Mart, localitzada amb el sistema de coordenades planetocèntriques a 0 ° latitud N i 90 ° longitud E. El nom va ser aprovat per la UAI l'any 1958 i fa referència a Líbia, a l'època clàssica indicava una àrea més gran que l'estat actual de Líbia, corresponent aproximadament al Magrib actual.